# Elezioni parlamentari in Corea del Nord del 2014
Le elezioni parlamentari in Corea del Nord del 2014 si tennero il 9 marzo per il rinnovo dell'Assemblea popolare suprema.
Secondo la Commissione elettorale centrale, l'affluenza fu del 99,97%, con ogni candidato che ricevette il 100% dei voti, senza presenza di opposizione.

## Preparazioni
Questa fu la prima elezione dall'ascesa di Kim Jong-un a leader del Paese e capo del Partito dei Lavoratori di Corea, dopo la morte di Kim Jong-il e l'esecuzione di Chang Sung-taek.
Osservatori esterni affermarono che le elezioni furono un modo efficace per interrogare la popolazione sulla loro opinione sul governo. Inoltre, funzionarono come un metodo per il governo di determinare se qualcuno dei suoi cittadini avesse cambiato illegalmente la propria circoscrizione elettorale all'interno del paese o se delle persone avessero lasciato il paese. In genere, il governo nordcoreano lo fa rafforzando i confini e la sorveglianza, al fine di assicurarsi che l'affluenza alle urne rifletta la popolazione. Se ci sono persone scomparse, i lavoratori e i residenti locali vengono ritenuti responsabili, quindi i lavoratori locali cercano di garantire l'ordine nella loro regione.
Il 4 febbraio, l'agenzia di stampa statale nordcoreana KCNA riferì che una riunione degli elettori (in ogni circoscrizione, basta l'approvazione della maggioranza di sole 100 persone registrate come elettori per scegliere l'unico candidato poi votabile) nella circoscrizione elettorale n° 111 di Paektusan aveva candidato Kim Jong-un come deputato dell'Assemblea popolare suprema. Secondo un rapporto del giornale nordcoreano Rodong Sinmun, l'incontro per selezionarlo si svolse alla presenza di alte figure militari, come Choe Ryong-hae, Ri Yong-gil e Jang Jong-nam.

## Procedure di voto
Lo scopo principale delle elezioni in Corea del Nord è determinare la posizione degli elettori e in teoria la loro fedeltà politica, nonché riempire i seggi del parlamento con nuovi membri fedeli a Kim Jong-un. I membri dell'Assemblea popolare suprema sono eletti in collegi uninominali, con un solo candidato in ciascuna circoscrizione. Grandi gruppi di elettori vengono presentati con una scheda elettorale mentre si muovono attraverso una cabina elettorale, sulla quale è presente un'unica casella per contrassegnare il nome di un candidato. Gli elettori devono fermarsi per contrassegnare il candidato, rendendo il processo un evento monitorato. Il voto è obbligatorio in Corea del Nord. Alcuni nordcoreani in Cina che disertarono verso la Corea del Sud dopo la carestia nordcoreana a metà degli anni '90 affermarono di averlo fatto perché temevano una punizione in patria per non essersi presentati alle elezioni parlamentari.

## Risultati
| Coalizione                                            | Liste     | Liste                              | Voti | %     | Seggi |
| ----------------------------------------------------- | --------- | ---------------------------------- | ---- | ----- | ----- |
| Fronte Democratico per la Riunificazione della Patria |           | Partito del Lavoro di Corea        |      | 100   | 607   |
| Fronte Democratico per la Riunificazione della Patria |           | Partito Socialdemocratico di Corea |      | 100   | 50    |
| Fronte Democratico per la Riunificazione della Patria |           | Partito Chondoista Chongu          |      | 100   | 22    |
| Fronte Democratico per la Riunificazione della Patria |           | Chongryon                          |      | 100   | 5     |
| Fronte Democratico per la Riunificazione della Patria |           | Associazioni religiose             |      | 100   | 3     |
| Totale                                                | Totale    | Totale                             |      | 100   | 687   |
| Affluenza                                             | Affluenza | Affluenza                          |      | 99,97 |       |
| Fonte:                                                |           |                                    |      |       |       |